# Огонь (мультфильм)
«Огонь» — советский познавательный рисованный мультипликационный фильм, который создали Валентина и Зинаида Брумберг  
по сценарию Юрия Олеши, переработанному после его смерти вдовой писателя Ольгой Суок и Михаилом Вольпиным.

## Создатели
| Сценарий                   | Михаила Вольпина, Ольги Суок по Юрию Олеше                                                            |
| Режиссёры                  | Валентина и Зинаида Брумберг                                                                          |
| Художники-постановщики     | Лана Азарх, Валентин Лалаянц                                                                          |
| Композитор                 | Александр Варламов                                                                                    |
| Оператор                   | Борис Котов                                                                                           |
| Звукооператор              | Георгий Мартынюк                                                                                      |
| Художники-мультипликаторы: | Игорь Подгорский, Виктор Шевков, Владимир Арбеков, Мария Мотрук, Марина Восканьянц, София Митрофанова |
| Роли озвучивали:           | Михаил Яншин — Часы Рина Зелёная — Мышь                                                               |

## Сюжет
Школьнику Сергееву Сергею на летних каникулах надо прочесть книгу профессора Чайкина «Живой огонь». Вместо этого он шалит со спичками, представляя их ракетной установкой. Такая игра едва не приводит к пожару.
За ним наблюдают Часы и Мышь. Строгие Часы с педагогической целью отправляют Сергея в далёкое прошлое — к пещерным людям. Там он научился уважать и беречь огонь, без которого жизнь висела на волоске.